# Goki Tomozawa
Goki Tomozawa (友澤 剛気 Tomozawa Goki?), född 14 februari 1991 i Kanagawa prefektur, är en japansk fotbollsspelare.
Tomozawa började sin karriär 2013 i YSCC Yokohama. Han spelade 93 ligamatcher för klubben. Han avslutade karriären 2015.